# Port de Mertert

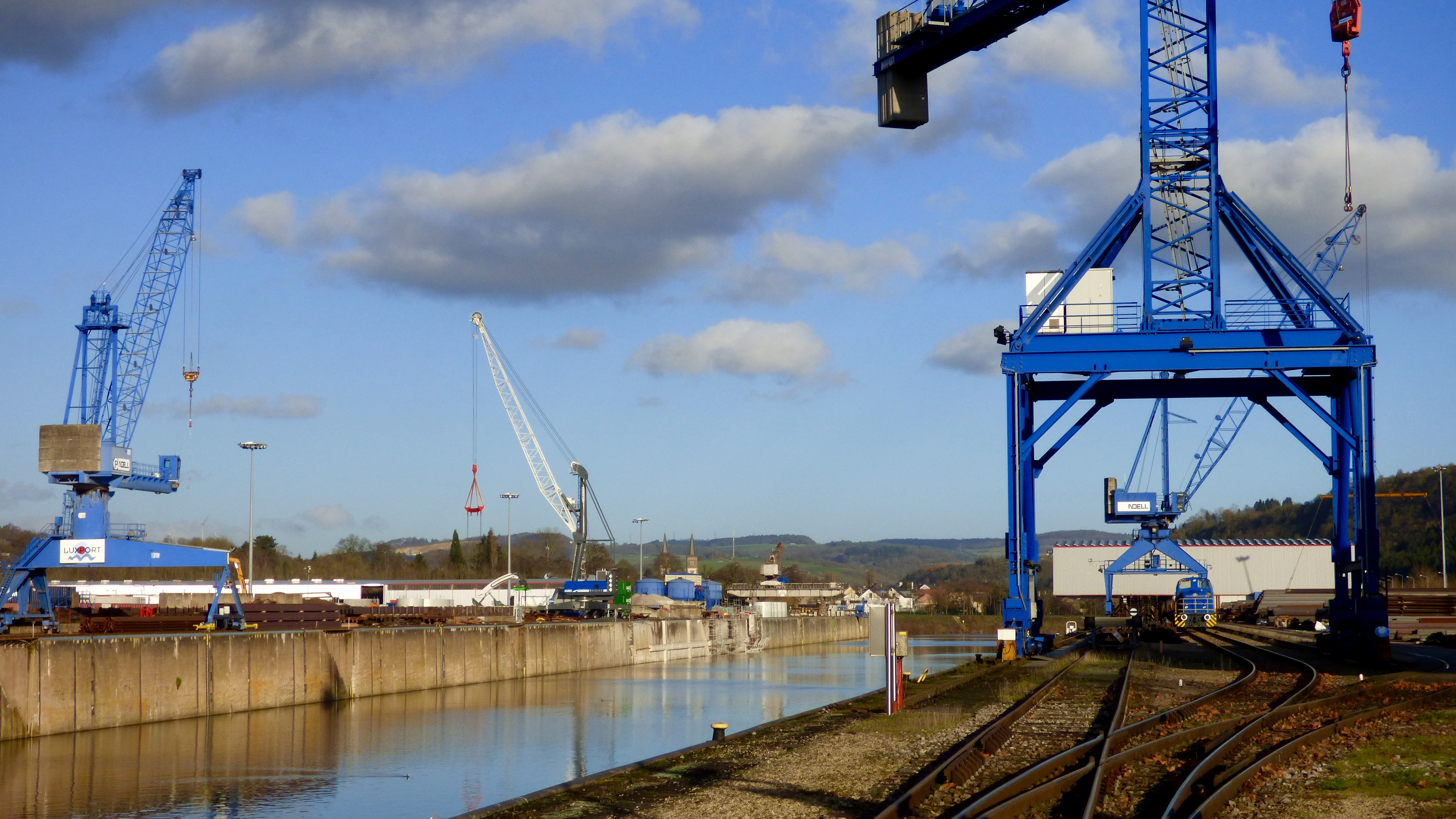
Le port et ses grues.

Le port de Mertert (en luxembourgeois : Mäerter Hafen) est un port situé sur la rive luxembourgeoise de la Moselle sur la commune de Mertert. Il s'agit de l'unique port fluvial du Luxembourg.

## Historique
En 1964, la canalisation de la Moselle est achevée et s'ouvre à la navigation à grand gabarit. Le tourisme fluvial démarre également.
Le port de Mertert est créé initialement par une loi de 1963 abrogée et remplacée par la loi modifiée du 31 mars 2000 concernant l’administration et l’exploitation du Port de Mertert. Il fut initialement créé pour les activités sidérurgiques et pétrolières du pays. Les premiers immigrants portugais du pays travaillent à la construction du port.
En 2009, à la suite de la crise financière de 2008, l'activité du port chute de 50%. L'État investit alors 5 millions d'euros pour renouveler 800 mètres de route et de voies du quai nord. En 2012, l'État investit 100 millions d'euros dans la modernisation du port, dont 86 millions dédiés à l'expansion du réseau ferroviaire.
Depuis 2015, le port accueille également le transport de conteneurs. En 2020, le port connaît une baisse de son activité, baisse liée à la pandémie de covid-19. Le trafic de voyageurs a lui connu une baisse de 90%.
Au 1er janvier 2023, la société ferroviaire CFL devient actionnaire de Luxport, société qui gère le port.

## Description
Le port de Mertert est une plateforme logistique où convergent transport ferroviaire, routier et fluvial. La quasi-totalité des produits pétroliers importés au Luxembourg transite par ce port. La plateforme logistique du port est gérée par l'entreprise Luxport. L'activité de stockage de pétrole est gérée par Tanklux.
Le port de Mertet se trouve sur le territoire des communes de Mertert et de Grevenmacher sur la rive gauche de la Moselle